# جمعة بن مكتوم بن حشر آل مكتوم
جمعة بن مكتوم بن حشر آل مكتوم (من مواليد 1891) كان مؤسس فرع من فروع عائلة آل مكتوم المالكة في دبي، وهو شقيق سعيد بن مكتوم آل مكتوم.

## النشأة
كان الشيخ جمعة بن مكتوم آل مكتوم واحدًا على الأقل من ثلاثة أبناء الشيخ مكتوم بن حشر(حاكم دبي من عام 1894 إلى 1906). أما أبناء مكتوم بن حشر المعروفون الآخرون فهم سعيد وحشر. خلف مكتوم بن حشر عند وفاته بطي بن سهيل آل مكتوم. سعيد شقيق جمعة من خلال نجله الشيخ مكتوم الزواج من ابن عم (ابنة سعيد الثاني)، الشيخ جمعة هو الجد لأب الشيخة هند بنت مكتوم بن جمعة آل مكتوم. الشيخة هند هي الزوجة الكبرى لسعيد الثاني حفيد دبي (من خلال ابنه وخليفته راشد بن سعيد آل مكتوم)، الحاكم محمد بن راشد آل مكتوم لدبي. ولذلك فإن الشيخ جمعة هو الجد الأكبر لأبناء هند، بما في ذلك ولي العهد حمدان بن محمد بن راشد آل مكتوم.
حفيدة أخرى للشيخ جمعة، الشيخة روضة، من خلال ابنه الشيخ أحمد تزوجت شقيق محمد بن راشد حمدان بن راشد آل مكتوم.

## أحفاد بارزون
ومن أبناء جمعة الشيخ عبيد (مواليد 1918)، والشيخ مكتوم (مواليد 1920)، والشيخ حمد (مواليد 1922)، والشيخ ثاني (مواليد 1924)، والشيخ أحمد (1936–2009)، والشيخ دلموك (1937–2004).